# Niemiecka Partia Robotników

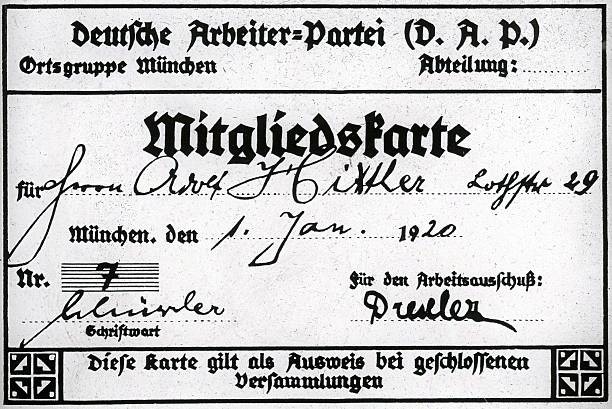
Legitymacja partyjna członka DAP Adolfa Hitlera

Niemiecka Partia Robotników (niem. Deutsche Arbeiterpartei, skrót DAP) – założona 5 stycznia 1919 roku skrajnie prawicowa partia polityczna będąca prekursorką Narodowosocjalistycznej Niemieckiej Partii Robotników (NSDAP).

## Początki
Niemiecka Partia Robotników została założona w styczniu 1919 w pomieszczeniach należących do Towarzystwa Thule (w nich odbywały się też późniejsze spotkania partyjne), które prawdopodobnie odegrało bardzo dużą rolę w początkach partii. Jej liderami zostali ślusarz Anton Drexler oraz dziennikarz Karl Harrer. Uczestnikiem zebrania był także Paul Tafel reprezentujący Związek Wszechniemiecki, członek tajnego stowarzyszenia Towarzystwo Thule oraz jeden z dyrektorów MAN AG (Maschinenfabrik Augsburg-Nürnberg Aktiengesellschaft). Nadał on ton dyskusji, aby nowa organizacja stała się masowa i z ducha nacjonalistyczna. Członkami Towarzystwa Thule byli również Drexler i Harrer. Partia budziła także zainteresowanie Reichswehry – zebrania partyjne były ochraniane przez jej członków po cywilnemu, brali oni także udział w rozpędzaniu siłą jej przeciwników.
Drexler i Harrer stawiali sobie za cel walkę z wpływami marksistowskimi wśród niemieckich robotników. Na skutek sukcesu rewolucji październikowej komunizm zdobywał wówczas sporą popularność w Niemczech.

## Adolf Hitler w DAP
Adolf Hitler pojawił się na spotkaniu DAP po raz pierwszy 12 września 1919. Hitler był wówczas tajnym wywiadowcą Reichswehry, zajmował się śledzeniem działalności ugrupowań politycznych w Monachium. Gdy przemawiał Gottfried Feder nie przejawiał zainteresowania. Włączył się do gwałtownej dyskusji w momencie, gdy prelegentem był gość, profesor Adalbert Baumann, mówiący o bawarskim separatyzmie. Hitler bronił postulatu integralności Rzeszy. W trakcie gwałtownej dyskusji profesor Baumann opuścił salę. Pod wrażeniem oratorskich talentów Hitlera Drexler zaprosił go na kolejne spotkanie. Wkrótce Hitler otrzymał od niego kartę pocztową, informującą, że 16 września został członkiem DAP. Na legitymacji Hitlera z dnia 1 stycznia 1920 widnieje numer 555. Partia nie liczyła jednak aż tylu członków, w rzeczywistości Hitler był 55 członkiem, numeracja legitymacji rozpoczynała się od numeru 501.

## Działalność
Pozycja partii była bardzo słaba. Nie posiadała żadnej poważnej struktury, nie miała także zbyt wielu członków. Jej ogłoszenia propagandowe były często przepisywane ręcznie. Nie miała także żadnego majątku. Spotkania odbywały się w monachijskich piwiarniach. Grupą docelową mieli być byli żołnierze I wojny światowej. Zwalczali programowo demokrację parlamentarną. Harrer i Drexler nie byli dobrymi mówcami, Hitler szybko wykorzystał tę okazję. Harrer ustąpił z miejsca przewodniczącego po konflikcie z Hitlerem. Drexler zajął jego miejsce. 24 lutego 1920 odbyło się spotkanie zwolenników i przeciwników DAP. Drexler był nieobecny, więc Hitler zaangażował się w przemówienie. Udało mu się przekonać 2000 obecnych tam osób do swojego stanowiska. Pozycja Hitlera od tego momentu była niezachwiana. Wkrótce, 6 kwietnia 1920, nastąpiła zmiana nazwy partii na NSDAP. Wzorowano ją na istniejącej w Austrii Deutsche Nationalsozialistische Arbeiterpartei (DNSAP). 29 lipca 1921 szefem NSDAP został Hitler.

## Ideologia
Była częścią ruchu skrajnie prawicowego. Głosiła poglądy volkistowskie. Jej głównym zadaniem było odciąganie środowisk robotniczych od ideologii socjalistycznej, w czym mogła liczyć na wsparcie finansowe z wielu stron. Zakładano, że socjaliści są narzędziem w rękach Żydów, dążących do opanowania świata. Założyciele DAP starali się dokonać mariażu nacjonalizmu, antysemityzmu i elementu socjalnego. Wewnątrz Niemieckiej Partii Robotników istniał spór na temat tego, czy działać we wspólnym bloku prawicowym (m.in. z DNVP), czy promować bezwzględną samodzielność.

## Członkowie
Oprócz Hitlera, Drexlera, Harrera i Federa członkami partii byli między innymi:
- Dietrich Eckart
- Alfred Rosenberg
- Hans Frank
- Ernst Boepple

Członkiem DAP był także przyszły szef Sturmabteilung (SA) Ernst Röhm.